# Kreiss (Unternehmen)
Die SIA Kreiss ist eine lettische Spedition mit Sitz in Riga. Nach Firmenangaben hat Kreiss 2500 Mitarbeiter. Der Umsatz betrug 2019 185 Millionen Euro. Kreiss hat Tochterunternehmen in Russland und in Kasachstan.
Die norwegische Arbeitsaufsichtsbehörde (norwegisch Arbeidstilsynet) verbot 2020 der Spedition Kreiss vorübergehend Transporte in Norwegen.
Kreiss übernahm 2022 das britische Unternehmen C Neil Dowson.